# Harun Doğan
Harun Doğan, (* 1976 v Kahramanmaraşi, Turecko) je bývalý kontroverzní turecký zápasník volnostylař. Začínal s tradičním tureckým olejovým zápasem "yağlı güreş" v Afşinu. Volnému stylu se začal věnovat od 10 let. Připravoval se v Gebze pod vedením Mohameda Oruce. Členem seniorské turecké reprezentace byl od roku 1995. V roce 1996 si zajistil účast na olympijských hrách v Atlantě. V prvním kole však prohrál s Korejcem I Jong-samem, ale opravami úspěšně postupoval turnajem až do boje o třetí místo, ve kterém narazil na svého přemožitele z prvního kola a opět prohrál. Obsadil 4. místo. V roce 2000 se kvalifikoval na olympijské hry v Sydney jako úřadující mistr světa. Nepostoupil ze skupiny, navíc doma v Turecku vzbudil poprask, když do jednoho ze zápasů nastoupil v tréninkovém dresu. V roce 2002 se dopustil závažnějšího prohřešku, když po vítězství na mistrovství světa Teheránu byl pozitivně testován na efedrin. V průbehu roku 2003 se mu však podařilo prokázat neúmyslné užití a dvouletý trest mu byl zkrácen. V roce 2004 se po zákazu na žíněnku vrátil a kvalifikoval se na své třetí olympijské hry v Athénách, ale po třech porážkách nepostoupil ze skupiny. V roce 2005 následoval druhý pozitivní nález a trvalý zákaz startu na soutěžích pořádaných Mezinárodní zápasnickou federací.